# アウディーイウカ (ドネツィク州)
- アウジーウカ[1]

アウディーイウカ（ウクライナ語: Авдіївка）はウクライナのドネツィク州ポクロウシク地区にある都市。カームヤンカ川の河岸に位置する。都市の高さは海抜212 mである。面積は29 km²。人口は35,364人（2011年8月1日時点）、人口密度は1,219.4 人 / km²。
ロシア語ではアヴディエフカ（Авдеевка）。
アウディーイウカは1778年に創建された。1956年に市制施行された。
首都キーウまでの直線距離は586 kmであるが、鉄道で844 km、車道で745kmとなっている。州庁所在地までの直線距離は13 km、鉄道で14 km、車道で13kmとなっている。アウディーイウカの日は、9月の第二の日曜日となっている。

## 歴史
第二次世界大戦時には1941年10月21日から1943年9月8日の約2年間にわたってドイツ軍に支配されたが、赤軍が勝利し解放された。

### ウクライナ戦争
2014年のマイダン革命以降、アウディーイウカはドンバス戦争の激戦地となっており、2014年4月には親ロシア派が占領し支配下に置くも、同年7月にはウクライナ軍が激しい戦闘で奪取し、以降ウクライナ軍の分離派勢力であるドネツク人民共和国軍に対する最前線拠点として、市内にあるウクライナ最大の石炭工場を拠点に軍事要塞化されてきた。2017年にもドネツク人民共和国軍との激しい戦いが行われており、再びウクライナ軍が防衛に成功するも人口は5,000人にまで減少した。その後、人口は回復されたとされるが、ロシアのウクライナ侵攻が開始された2022年以降再び激しい戦闘の場となり、多くの人口は流出し人口は1,000人程度まで減少したとされる。
その後、2024年2月17日にロシア軍が制圧し、ウクライナ軍が撤退しロシア領ドネツク人民共和国による管轄下に入った。

## 民族・言語
2001年国勢調査では全人口の63.5%がウクライナ人、33.7%がロシア人であった。一方、87.2%がロシア語を母語とし、ウクライナ語は12・5%に過ぎず、典型的なロシア語圏地域となっている。

## 交通
2017年までは市電が運行されていたが、戦闘で廃止となった。また、市内には鉄道が敷かれアウディーイウカ駅がある。

## 出身人物
- アレクサンドル・ノヴァク - ロシア連邦の政治家